# Jacques Goumai
Jacques Goumai (ur. 17 kwietnia 1972) – togijski piłkarz występujący na pozycji napastnika.
W swojej karierze rozegrał 27 spotkań i zdobył cztery bramki w 2. Bundeslidze.
W reprezentacji Togo zadebiutował 9 kwietnia 1995 w zremisowanym 0:0 meczu el. do PNA 1996 z Liberią, a 2 sierpnia 1998 w wygranym 4:0 pojedynku el. do PNA 2000 z Wyspami Świętego Tomasza i Książęca strzelił swojego pierwszego gola w kadrze. W latach 1995–1999 w drużynie narodowej zagrał cztery razy i strzelił dwa gole.